# Voluven

Hydroxietylstärkelse

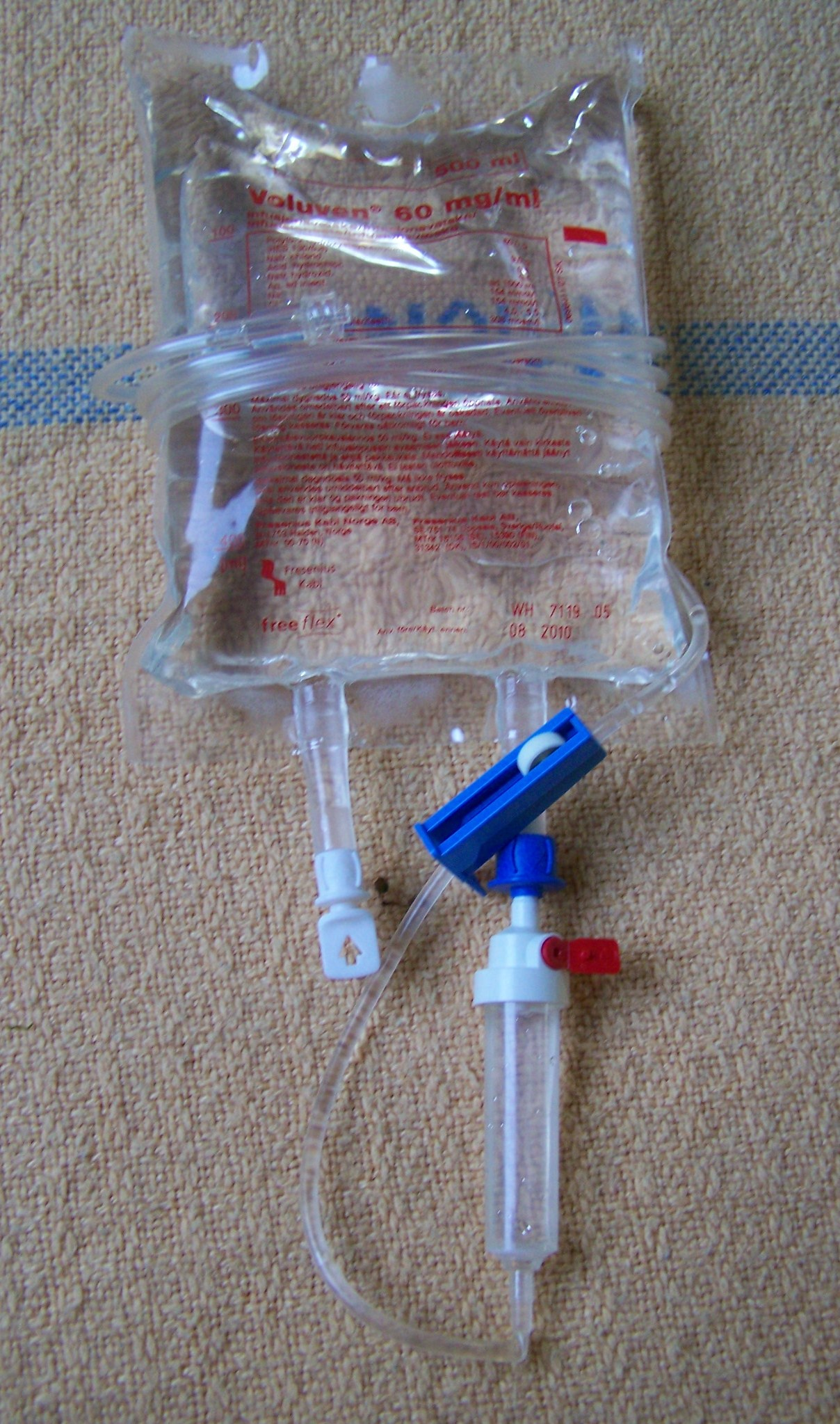
Voluven 500ml

Voluven är ett plasmaersättningsmedel och tillverkas av Fresenius Kabi. De aktiva substanserna är hydroxietylstärkelse och natriumklorid. Voluven tillhandahålls som infusionsvätska på 60 mg/ml och är receptbelagt. Det användes vid bland annat hypovolemi och även preventivt mot hypovolemi blodförlust på grund av till exempel trauma. Voluven ökar på blodets volym för att underlätta erytrocyternas "arbete" med att syresätta kroppen. Blandning av Voluven skall helst undvikas. Voluven avregistrerades som läkemedel i Sverige den 10 november 2018.

## Biverkningar
- Klåda (Vanligt).
- koagulationsstörningar (sällsynt).
- anafylaktoida reaktioner (sällsynt).
- Överdosering orsakar överbelastning av det cirkulatoriska systemet.